# مارک کانسوئلوس
مارک کانسوئلوس (به انگلیسی: Mark Consuelos) (زاده ۳۰ مارس ۱۹۷۱) بازیگر آمریکایی است.
از فیلم‌های معروف او می‌توان به بازی در فیلم دوست‌دختر خارق‌العاده سابق من و قاتل مو اشاره کرد.